# Saint-Justin, Landes
Saint-Justin är en kommun i departementet Landes i regionen Nouvelle-Aquitaine i sydvästra Frankrike. Kommunen ligger i kantonen Roquefort som tillhör arrondissementet Mont-de-Marsan. År 2022 hade Saint-Justin 1 015 invånare.

## Befolkningsutveckling
Antalet invånare i kommunen Saint-Justin
Referens:INSEE